# Michałowo (powiat bartoszycki)
Michałowo (do 1945 r. niem. Mäckelsburgs) – uroczysko (dawniej wieś) w Polsce położona w województwie warmińsko-mazurskim, w powiecie bartoszyckim, w gminie Bartoszyce.
W latach 1975-1998 miejscowość administracyjnie należała do województwa olsztyńskiego.
Nazwa zniesiona, funkcjonowała do 2011 roku.

## Historia
W dokumentach z 1889 r. Michałowo wymieniane jest jako majątek ziemski o powierzchni 138 ha.
W 1970 r. w spisie powszechnym Michałowo ujmowane było łącznie we wsią Bieliny. W 1978 r. wieś należała do sołectwa Łabędnik (razem ze wsiami: Drawa, Sporwiny oraz PRGami Bieliny, Bajdyty, Matyjaszki, Łabędnik oraz przysiółkiem Frączki).